# Kabinett Beel I

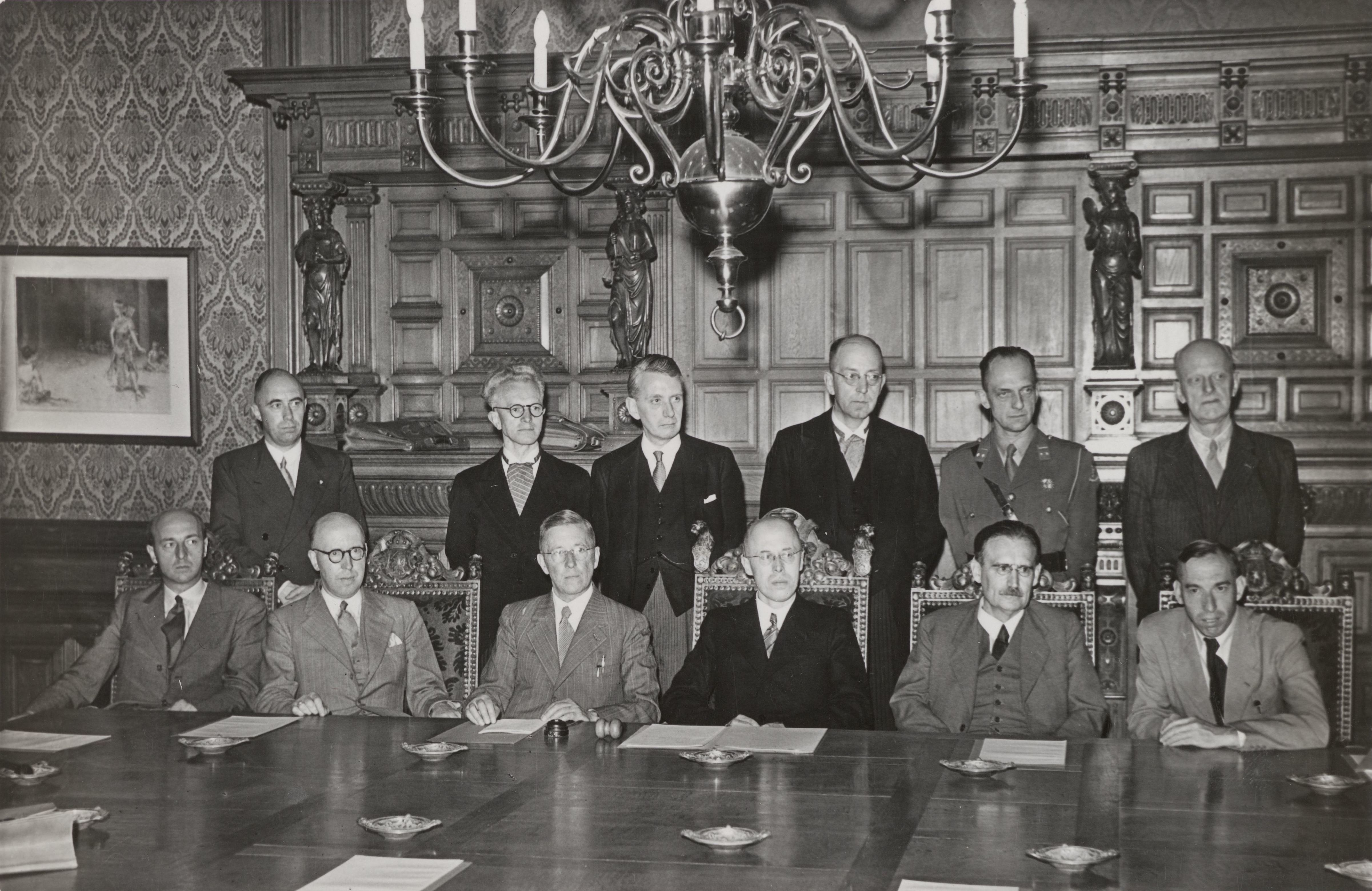
Das Kabinett 1946

Das Erste Kabinett Beel formierte sich nach den Parlamentswahlen am 17. Mai 1946, den ersten Parlamentswahlen nach Kriegsende. 
Es war eine Koalition aus der christdemokratischen KVP und der sozialdemokratischen PvdA. Die Koalition hatte 61 von 100 Abgeordneten in der Tweede Kamer (KVP 32, PvdA hatte 29). 
Das Kabinett Beel I regierte die Niederlande vom 3. Juli 1946 bis 7. August 1948.
Am 7. Juli 1948 hatten Parlamentswahl stattgefunden. 

## Minister
| Geschäftsbereich/Amt                                               | Minister                                                       | Partei    |
| ------------------------------------------------------------------ | -------------------------------------------------------------- | --------- |
| Ministerpräsident allgemeine Angelegenheiten (ab 11. Oktober 1947) | Louis Beel                                                     | KVP       |
| Inneres                                                            | Louis Beel bis 15. September 1947                              | KVP       |
| Inneres                                                            | Petrus Johannes Witteman ab 15. September 1947                 | KVP       |
| Äußeres                                                            | Pim van Boetzelaer van Oosterhout                              | parteilos |
| Justiz                                                             | Johannes Henricus van Maarseveen                               | KVP       |
| Bildung, Kunst und Wissenschaft                                    | Jos Gielen                                                     | KVP       |
| Finanzen                                                           | Piet Lieftinck                                                 | PvdA      |
| Krieg                                                              | Alexander Fiévez                                               | KVP       |
| Marine                                                             | Alexander Fiévez bis 7. August 1946                            | KVP       |
| Marine                                                             | Jules Schagen van Leeuwen 7. August 1946 bis 25. November 1947 | parteilos |
| Marine                                                             | Alexander Fiévez ab 25. November 1947                          | KVP       |
| Öffentliche Arbeiten und Wiederaufbau                              | Johan Ringers bis 15. November 1946                            | parteilos |
| Öffentliche Arbeiten und Wiederaufbau                              | Hein Vos 15. November 1946 bis 28. Februar 1947                | PvdA      |
| Wiederaufbau und Wohnungswesen                                     | Lambertus Neher 28. Februar 1947 bis 1. März 1948              | PvdA      |
| Wiederaufbau und Wohnungswesen                                     | Joris in 't Veld ab 1. März 1948                               | PvdA      |
| Wirtschaft                                                         | Gerardus Huysmans bis 14. Januar 1948                          | KVP       |
| Wirtschaft                                                         | Sicco Mansholt 14. bis 21. Januar 1948                         | PvdA      |
| Wirtschaft                                                         | Jan van den Brink ab 21. Januar 1948                           | KVP       |
| Landwirtschaft, Fischerei und Lebensmittelversorgung               | Sicco Mansholt                                                 | PvdA      |
| Soziales                                                           | Willem Drees                                                   | PvdA      |
| Übersee-Territorien                                                | Jan Anne Jonkman                                               | PvdA      |
| Minister ohne Geschäftsbereich                                     | Eelco van Kleffens bis 1. Juli 1947                            | parteilos |
| Minister ohne Geschäftsbereich                                     | Lubbertus Götzen ab 10. November 1947                          | parteilos |